# Ansaldo S.V.A.
Az Ansaldo S.V.A. (feloldva Savoia-Verduzio-Ansaldo) egy olasz kétfedelű felderítő repülőgépcsalád volt, melyet az első világháború alatt fejlesztettek, alkalmazása pedig még a háború után egy évtizedig tartott. Eredetileg vadászrepülőgépnek szánták, de erre a célra nem felelt meg. Mindazonáltal lenyűgöző sebessége, hatótávolsága és szolgálati csúcsmagassága az egyik leggyorsabb (ha nem a leggyorsabb) Antant géppé tette, ennek köszönhetően pedig kiválóan megfelelt felderítési célra, még könnyű bombázóként is bevethették. A repülőgép gyártása folytatódott jóval a háború befejezte után is. A gépnek két kisebb változatát is gyártották, az egyiket felderítő kamerákkal, a másikat extra üzemanyagtartályokkal.
Az S.V.A. hagyományos kivitelű kétfedelű repülőgép, az alsó és felső szárnyak hossza különbözik. A rétegelt lemezből készült géptörzs alakja az Ansaldóra jellemző háromszög alakú a pilótafülke mögötti részen.
1918. augusztus 9-én hajtotta végre a 87. Squadriglia La Serenissima híres Bécs fölötti repülését, melyet Gabriele d'Annuzio kezdeményezett, és San Pelagio-ból indítottak. Az akcióban tizenegy repülőgép vett részt, melyek különböző Ansaldo S.V.A. változatok voltak. Legalább kettő közülük kétüléses S.V.A.9 vagy S.V.A.10 volt, ezek egyikén ült maga d'Annuzio, a többi gép S.V.A.5 típusú együléses változat volt.

## Változatok
- S.V.A.1 – Prototípus, melyből csak egy példány készült.
- S.V.A.2 – 65 darab készült.
  - I.S.V.A. – (Idroplane - hidroplán) - Úszótalpakkal felszerelt változat. 50 darab készült az Olasz Haditengerészet számára.
- S.V.A.3 – AER által gyártott S.V.A.4.
  - S.V.A.3 Ridotto (Csökkentett) – Gyors emelkedésre képes elfogóvadász változat, melyet a Zeppelin léghajók ellen használtak.
- S.V.A.4 – Az első jelentős mennyiségben gyártott változat. Az oldalra tüzelő Vickers géppuskát kiszerelték, hogy súlyt takarítsanak meg a kamerák számára.
- S.V.A.5 – Végső sorozatgyártott változat.
- S.V.A.6 – Bombázó prototípus.
- S.V.A.8 – Egy darab készült, de rendeltetése ismeretlen.
- S.V.A.9 – Kétszemélyes fegyverzet nélküli felderítő változat nagyobb szárnyakkal. Az S.V.A.5 formációkhoz szánták útkeresésre, illetve kiképzőgépnek.
- S.V.A.10 – Kétszemélyes felfegyverzett felderítőgép 250 lóerős Isotta-Fraschini motorral, egy mereven beépített előre tüzelő és egy, a hátsó pilótafülkébe, mozgatható állványra erősített Lewis-géppuskával szerelték fel.

## Üzemeltetők
Amerikai Egyesült Államok
 Argentína
 Bolívia
 Brazília
 Ecuador
 Jugoszlávia
 Lengyelország
 Lettország
 Olaszország
- Olasz Légihadtest

 Paraguay
 Szovjetunió
 Uruguay

## Műszaki adatok (S.V.A.5)

### Geometriai méretek és tömegadatok
- Hossz: 8,10 m
- Fesztávolság: 9,10 m
- Magasság: 2,65 m
- Szárnyfelület: 24,2 m²
- Üres tömeg: 680 kg
- Maximális felszálló tömeg: 1050 kg

### Hajtóművek
- Hajtóművek száma: 1 darab
- Típusa: SPA 6A dugattyús motor
- Teljesítmény: 150 kW (200 LE)

### Repülési adatok
- Legnagyobb sebesség: 230 km/h
- Szolgálati csúcsmagasság: 6000 m
- Emelkedőképesség: 5 m/s

### Fegyverzet
- Géppuskák: két darab szinkronizált .303 űrméretű Vickers géppuska
- Bombák: maximum 90 kilogrammnyi bomba

## Fordítás
- Ez a szócikk részben vagy egészben  az   Ansaldo SVA című angol Wikipédia-szócikk ezen változatának fordításán alapul.  Az eredeti cikk szerkesztőit annak laptörténete sorolja fel. Ez a jelzés csupán a megfogalmazás eredetét és a szerzői jogokat jelzi, nem szolgál a cikkben szereplő információk forrásmegjelöléseként.